# 旺克山
旺克山（Wank，德語發音：[ˈvaŋk]）是德国南部的一座山峰，位于靠近奥地利边界的洛伊萨赫河河谷段和加尔米施-帕滕基兴附近的西南部埃斯特尔山脉。